# Rob Peeters
Rob Peeters (Geel, província d'Anvers, 2 de juliol de 1985) és un ciclista belga professional des del 2007 i actualment a l'equip Pauwels Sauzen-Vastgoedservice. Especialista en ciclocròs, ha guanyat una medalla de plata als Campionats del món.
El seu cosí Yannick i el seu oncle Wilfried també s'han dedicat al ciclisme.

## Palmarès en ruta
- 2015
  - Vencedor d'una etapa a la Volta al Brabant flamenc